# مايكل آرثر مور
مايكل آرثر مور (بالإنجليزية: Michael Arthur Moore)‏ (مواليد 1943) وهو عالم فيزياء بريطاني وأستاذ متفرغ في الفيزياء النظرية في كلية الفيزياء والفلك في جامعة مانشستر منذ عام 1976.
تم انتخاب مور لزمالة الجمعية الملكية (FRS) في عام 1989.

## حياته وتعليمه
ولد مور في 8 أكتوبر 1943، وهو ابن جون مور وباربرا أتكينسون. تلقى تعليمه في كلية هيدرسفيلد الجديدة وكلية أوريل في أكسفورد. حصل على درجة الدكتوراه في الفلسفة في كلية أوريل بجامعة أكسفورد في عام 1967 لأبحاثه في العديد من النظريات التي يشرف عليها دبليو إي باري.

## أبحاثه وأعماله
بعد حصوله على درجة الدكتوراه، عمل في جامعة إلينوي في إربانا-شامبين. بين عامي 1969 و 1971، كان زميل أبحاث في كلية ماغدلين، أكسفورد. بين عامي 1971 و1976، كان محاضرا في الفيزياء في جامعة ساسكس.
نشر مور العديد من الأبحاث في الفيزياء الإحصائية والتي قامت بتغطية مجموعة واسعة من المواضيع. كانت أبحاثه المبكرة حول تطبيق نظريات التحجيم على النجاعة الفائقة. قام مور بالتعاون مع آلان براي بكتابة سلسلة من الأوراق المهمة على كل من نسخة التماثل المتماثلة في هذه الأنظمة وعلى خصائصها وارتباط نظرية تحجيم القطيرات للحالة الزجاجية للدوران. في السنوات الأخيرة، مدد مايكل هذا العمل على النظارات الهيكلية.